# USS Brumby
L'USS Brumby (FF-1044) était un destroyer d’escorte (reclassé plus tard comme Frégate) de l’US Navy. Il a été nommé en l’honneur de l’amiral Frank H. Brumby. Le navire a été en service dans l’US Navy du 5 août 1965 au 31 mars 1989, puis il a été en service dans la marine pakistanaise de 1989 à 1994 sous le nom de Harbah.

## Historique
L’USS Brumby a été construit au début des années 1960. Sa quille a été posée le 1er août 1963 au chantier naval Avondale en Louisiane. Il a été lancé et baptisé le 6 juin 1964, parrainé par les petites-filles de l’amiral Brumby, Mlles Muriel Tuckerman Fitzgerald et Cornelia Truxtun Fitzgerald. L’USS Brumby fut mis en service à Charleston le 5 août 1965.
Pendant la guerre du Viêt Nam, il a servi dans l’océan Atlantique. L’USS Brumby a été déployé en Europe du Nord et en mer Méditerranée en 1967. Le navire a visité Oslo en Norvège, Kiel en Allemagne, Norrköping en Suède, El Ferrol del Caudillo en Espagne, Naples en Italie, La Valette à Malte et Castellammare del Golfo en Sicile. L’USS Brumby fut remorqué au chantier naval de Norfolk vers janvier 1968 et y resta jusqu’à ce que ses chaudières soient réparées. L’USS Brumby quitta Norfolk en novembre 1968 pour retourner à son port d'attache de Newport (Rhode Island). En janvier 1969, l’USS Brumby quitta Newport en direction de Guantánamo pour une formation de recyclage. Un week-end, alors qu’il était amarré au large de la baie de Guantánamo, le dôme du sonar de l’USS Brumby a été endommagé par la chaîne d'ancre. L’USS Brumby a terminé sa formation à la fin de février et au début de mars, puis s’est rendu à la cale sèche du chantier naval de Boston pour faire réparer le dôme du sonar.
L’USS Brumby quitta la base navale de Mayport le 28 novembre 1970 pour un déploiement en Méditerranée, revenant à Mayport le 3 mai 1971. Le navire a visité les Bermudes, Ponta Delgada, les Açores, Rota en Espagne, la baie de Soúda en Crète, le Pirée en Grèce, la baie d'Augusta en Sicile, La Valette à Malte, Split en Yougoslavie, Palerme, Palma à Majorque, Naples en Italie et Barcelone en Espagne. L’USS Brumby a passé plusieurs semaines, vers le Nouvel An, à suivre le porte-hélicoptères soviétique Leningrad.
Lors de son déploiement en 1972, l’USS Brumby subit une avarie liée à une chaudière et est remorqué depuis l’Écosse par l’USS Preserver (ARS-8) jusqu’à Charleston (Caroline du Sud) où il arrive le 15 novembre 1972. La cause de la rupture de 36 de ses tubes de vapeur (ceux-ci transportent la vapeur du tambour d’eau où l’eau est bouillie vers les moteurs principaux et d’autres équipements fonctionnant à la vapeur) était due à un échec du département d’ingénierie à surveiller et à maintenir correctement le niveau requis de chlorures dans le système. Les chlorures provoquent la corrosion dans les composants en acier inoxydable. Le niveau de chlorures doit être inférieur à 1 PPM (parties par million) et le niveau dans le système était supérieur à 16000 PPM.
L’USS Brumby est déployé en Amérique du Sud du 21 juillet 1975 au 8 décembre 1975. Le navire a visité Carthagène en Colombie, le Chili, Montevideo et Rio de Janeiro.
L’USS Brumby a reçu la Navy Expeditionary Medal pour son service lié à l’Iran et l’océan Indien en 1980. Il a reçu la Navy Expeditionary Medal pour son service lié au Liban en 1983.
En 1984, l’USS Brumby est déployé en Méditerranée et dans l’océan Indien, où il revient en novembre 1984. L’USS Brumby a été sélectionné pour participer à la 29e cérémonie d’activation de la Force navale sur appel – Méditerranée (NAVOCFORMED), qui a précédé le 2e Groupe maritime permanent de l’OTAN. La force a été activée à Ancône en Italie, et comprenait la frégate italienne Alpino (F 580), le destroyer turc Piyalepasa (ex-Fiske), le HMS Brazen (F91) et le destroyer grec Sachtouris (ex-USS Arnold J. Isbell (DD-869)). Au cours de ce déploiement, le navire a également visité Puerto Cortés au Honduras, Rota en Espagne, Monaco, Nice, Naples et d’autres ports. Le navire a transité par le canal de Suez et a passé 102 jours consécutifs en mer pendant le déploiement.
L’USS Brumby a reçu la Coast Guard Unit Commendation pour ses opérations hivernales de maintien de l’ordre du 1er novembre 1985 au 28 février 1986. Il a reçu la Coast Guard Meritorious Unit Commendation pour son service du 1er octobre 1986 au 30 juin 1987.

## Destin
Le 31 mars 1989, l’USS Brumby fut désarmé et loué à la marine pakistanaise le même jour, où il fut mis en service sous le nom de Harbah. Cependant, à la suite du refus du Pakistan d’arrêter son programme d’armes nucléaires, le bail a été annulé en 1994. Il a été rendu aux États-Unis le 9 septembre 1994 et rayé du registre de la marine le même jour. L’USS Brumby a été vendu à la ferraille le 9 septembre 1994 à Trusha Investments Pte. Ltd. pour 635 602,50 $, soit 1,31 million de dollars d’aujourd’hui.